# Pteropus faunulus
Pteropus faunulus е вид бозайник от семейство Плодоядни прилепи (Pteropodidae). Видът е световно застрашен, със статут Уязвим.

## Разпространение
Разпространен е в Индия (Андамански и Никобарски острови).